# Gobionellus thoropsis
Gobionellus thoropsis es una especie de peces de la familia de los Gobiidae en el orden de los Perciformes.

## Morfología
Los machos pueden llegar a alcanzar los 4,4 cm de longitud total.

## Distribución geográfica
Se encuentra al norte del Brasil, Surinam y el curso inferior del río Amazonas.

## Observaciones
Es inofensivo para los humanos.